# Darren Lapthorne
Darren Lapthorne (* 4. März 1983) ist ein ehemaliger australischer Radrennfahrer.
Darren Lapthorne begann seine Karriere 2006 bei dem australischen Professional Continental Team Drapac Porsche. In seinem ersten Jahr gewann er den Teams Road Championships. Außerdem wurde er einmal Etappendritter bei der Herald Sun Tour. Im Januar 2007 feierte er seinen größten Erfolg mit dem Sieg beim Straßenrennen der australischen Straßen-Radmeisterschaft. 2012 belegte er im New Zealand Cycle Classic den zweiten Rang in der Gesamtwertung hinter seinem Landsmann Jay McCarthy.
Nach Ablauf der Saison 2015 beendete er seine Karriere als Aktiver.

## Erfolge
2007
- Australischer Meister – Straßenrennen
- eine Etappe Tour de Hokkaidō

2009
- eine Etappe Tour de Beauce

## Teams
- 2006 Drapac Porsche
- 2007 Drapac Porsche
- 2008 Team Sparkasse
- 2009 Rapha Condor
- 2010 Rapha Condor-Sharp
- 2011 Drapac
- 2012 Drapac Cycling
- 2013 Drapac Cycling
- 2014 Drapac Professional Cycling
- 2015 Drapac Professional Cycling